# Kvarteret Falken

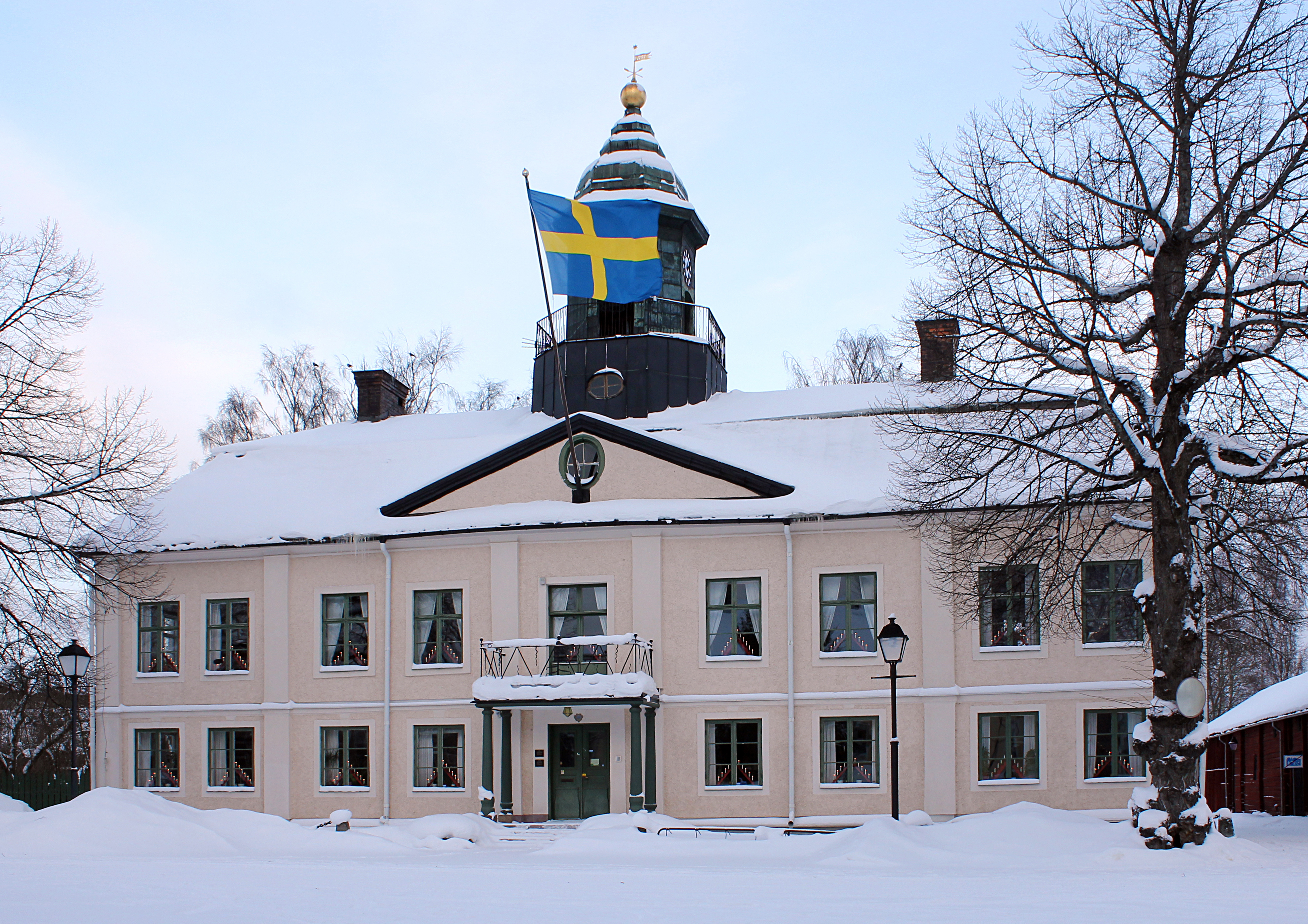
Hedemora rådhus 2011, till höger skymtar Perssonska gården.

Kvarteret Falken är ett kvarter vid Stora torget i Hedemora, Dalarnas län. I kvarteret ligger bland annat Hedemora rådhus.

## Rådhuset

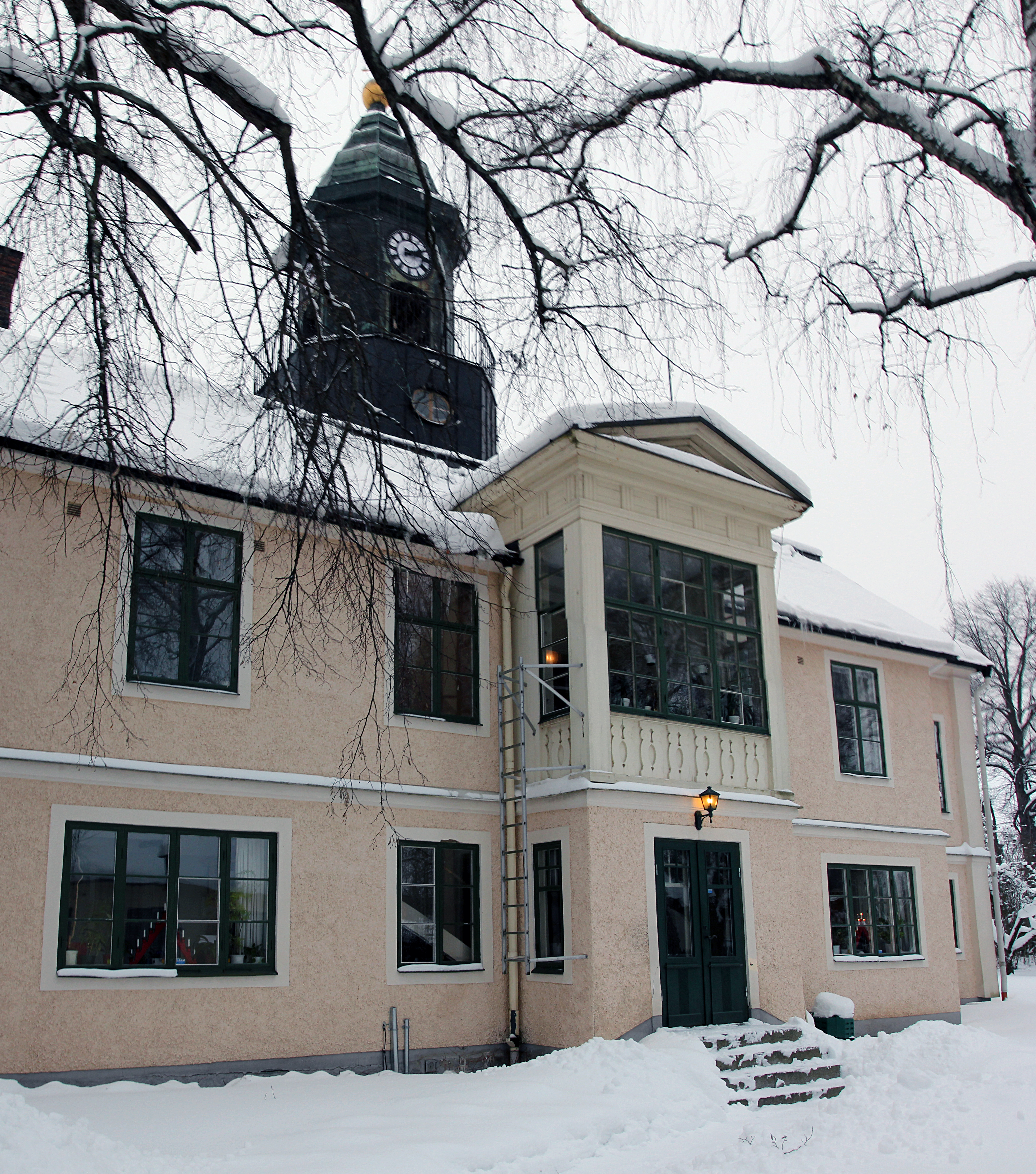
Rådhusets baksida 2011.

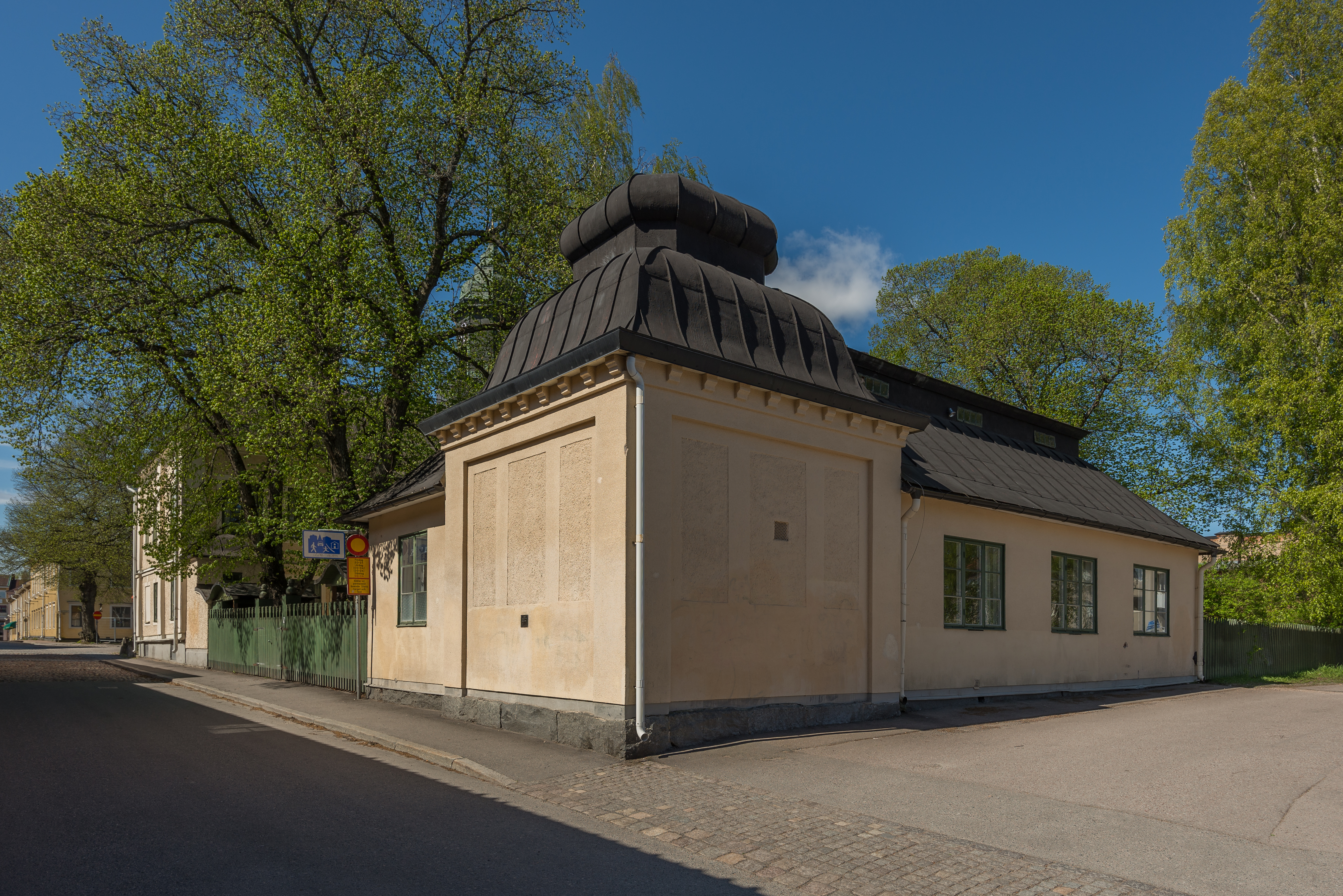
Rådhusannexet 2015.

Rådhuset (kv Falken 1), invid Stora torget, byggdes 1761 och var säte för borgmästaren och rådsturätten. Byggnaden ersatte den gamla rådstugan som brann ner i stadsbranden 1754 och var ursprungligen i ett plan, med bland annat corps de garde, arrest och sessionssal. Övervåningen och tornet tillkom år 1797. Numera har kommunförvaltingen och kommunstyrelsen delvis förlagt sin verksamhet hit. Under 1800-talet fanns det en ladugård och stallbyggnader på tomten, då borgmästaren även var lantbrukare för sin försörjning. Dessa revs dock under ledning av borgmästare Gustaf Winquist 1902, då både rådhuset och gården genomgick en restaurering och ombyggnad. Rådhuset byggdes ut mot innergården 1918 efter ritningar av Carl Johan Perne.

### Rådhusannexet
På baksidan finns  Rådhusannexet, uppfört efter ritningar av Lars Israel Wahlman år 1902. Annexet innehöll brandsäkert arkiv, tvättstuga och vedbod. Annexet är, liksom rådhuset, byggt av liggande timmer på en sockel av sten. 

## F.d. Bergstrandska gården
F.d. Bergstrandska gården (kv Falken 2) är en borgargård, vars huvudbyggnad är uppförd efter branden 1754. Huset var i ett plan fram till 1870-talet, då en övervåning byggdes. Inne på gården finns en jordkällare från 1700-talet, vars nedersta trappsteg har en gjutjärnsplatta med årtalet 1727 inskrivet. Alla byggnader på tomten har en stomme av timmer och vilar på en grund av sten. Fasaderna är av timmer, eller lockläkt, huvudbyggnaden reveterad med spritputs.
1934 inreddes källare, koksrum och pannrum och året efter byggdes garage. 1942 gjordes ändringar av bad- kök- och städutrymmen samt en förändring av fasaden mot Stora torget.

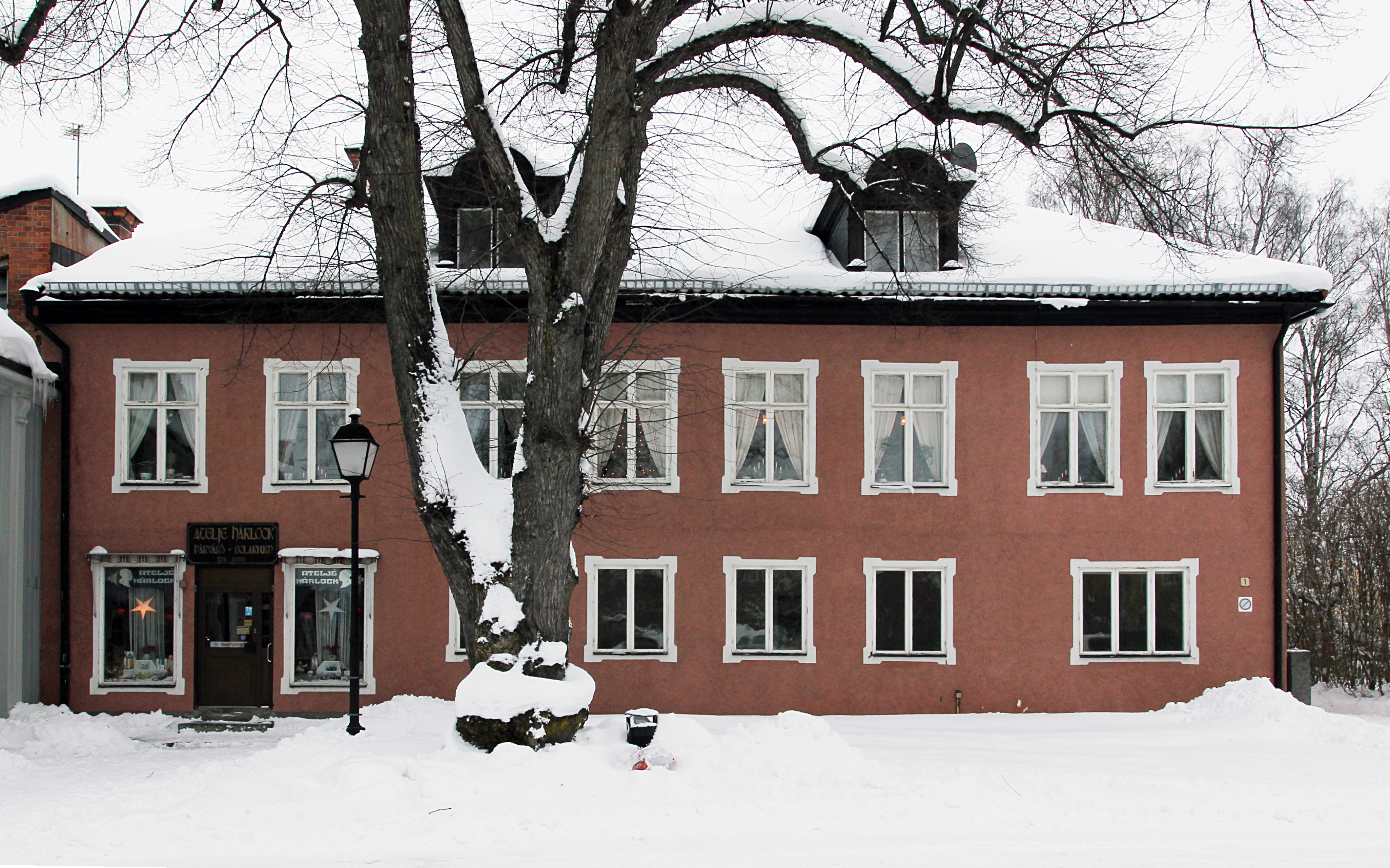
Huvudbyggnaden mot Stora torget 2011.
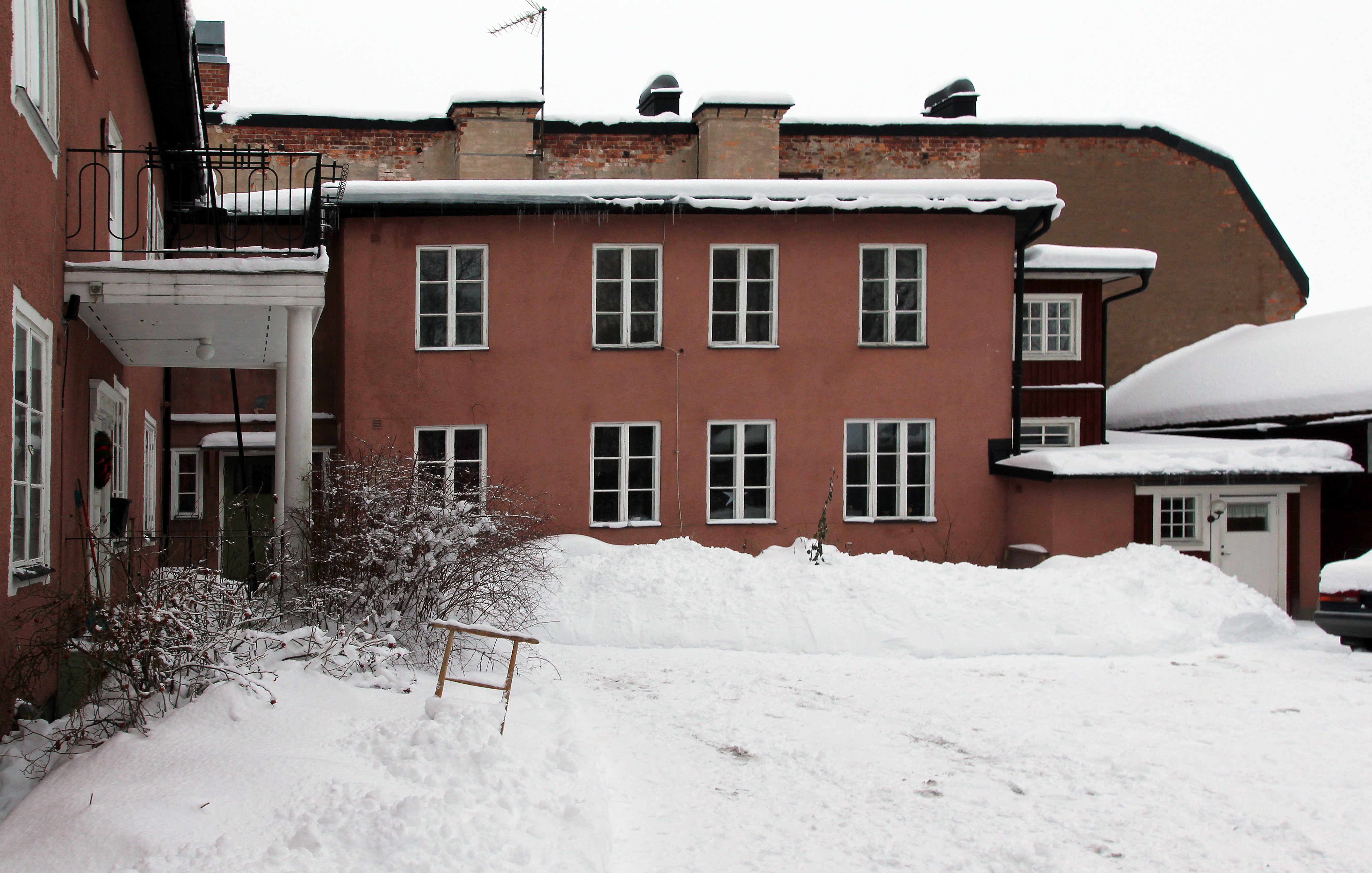
Innergården 2011.
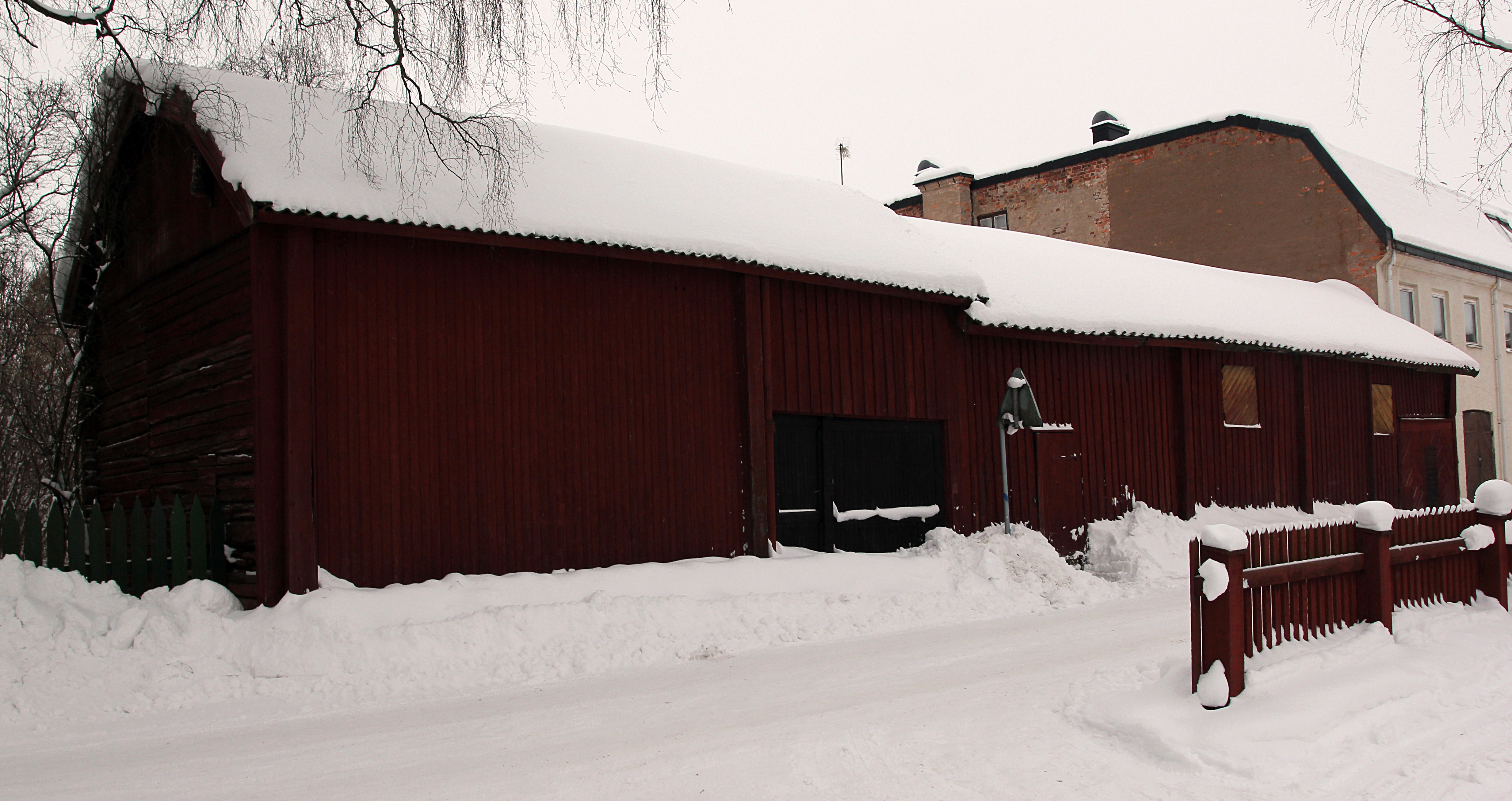
Uthusen mot Rådstugränd 2011.

## Stora hotellet

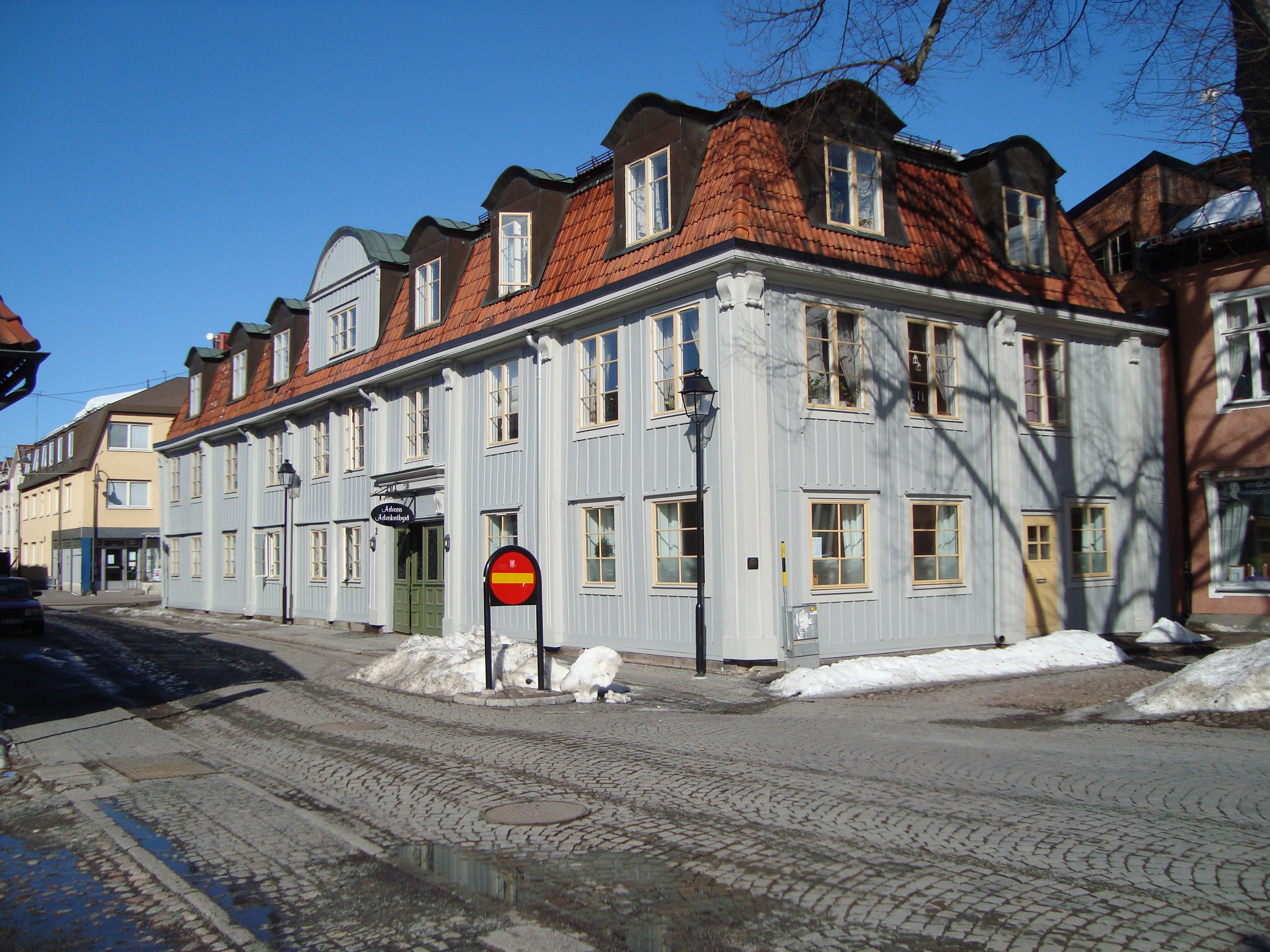
Stora Hotellet 2010.

Stora Hotellet eller Hotell Gustaf Vasa (kv Falken 3) uppfördes ursprungligen som Ekengrens 1754. Åkerbloms bageri och pensionat startade i huset omkring år 1900, och byggdes om efter en brand 1913. Huset var tidigare gult och inrymde restaurangverksamhet under namnen Storan, Loftet och Mickes, men kallades i folkmun Krossen. Idag innehåller huset bara lägenheter och olika företagsverksamheter.